# 双击
双击（Double click），一般是双击鼠标左键的简称，属于一种计算机基本操作，是指在没有移动鼠标的情况下，在一个短暂的时间间隔内连续两次点击鼠标左键，以向计算机输入信息，一般通过使用者介面（例如Windows等）向计算机传递选择并执行的组合操作命令。在很多操作系统中，双击的时间间隔可以根据个人喜好进行调节。
在多数程序中，双击将会选中整个词语。